# Acropora abrolhosensis
Acropora abrolhosensis is een rifkoralensoort uit de familie van de Acroporidae. De wetenschappelijke naam van de soort is voor het eerst geldig gepubliceerd in 1985 door Veron. De soort staat op de Rode Lijst van de IUCN geklasseerd als 'kwetsbaar'.